# 동두천외국어고등학교
동두천외국어고등학교(東豆川外國語高等學校)는 대한민국 경기도 동두천시 지행동에 있는 공립 외국어고등학교이다.

## 학교 연혁
- 2004년 5월 4일 : 기공식
- 2004년 12월 27일 : 24학급 설립 인가
- 2005년 3월 1일 : 초대 한희용 교장 취임
- 2005년 3월 2일 : 제1회 입학식(184명)
- 2005년 4월 7일 : 개교식
- 2005년 5월 14일 : 중국 심양대 자매결연
- 2005년 8월 25일 : 기숙사 준공
- 2006년 4월 6일 : 체육관 및 도서관 준공
- 2006년 10월 12일 : 기숙사 개관식
- 2008년 2월 14일 : 제1회 졸업식(181명)
- 2024년 1월 9일 : 제17회 졸업식(143명)
- 2024년 3월 1일 : 제7대 김성진 교장 취임
- 2024년 3월 4일 : 제20회 입학식(197명)

## 설치 학과
- 영어과
- 중국어과
- 일본어과

## 참고 자료
- 동두천외국어고등학교 - 한국교육학술정보원 학교알리미